# Nothing's Gonna Stop Us Now
«Nothing's Gonna Stop Us Now» (en español: «Nada va a detenernos ahora») es el título de es una canción escrita por Albert Hammond y coescrita por Diane Warren, producida por Narada Michael Walden, e interpretada por el grupo estadounidense Starship, incluida en su segundo álbum de estudio, No Protection (1987). Conocida por ser el tema principal del film Mannequin (1987), alcanzó el primer puesto del Billboard Hot 100 el 4 de abril de 1987 y también el primer puesto del UK Singles Chart durante cuatro semanas en mayo del mismo año.
Fue nominada al Óscar a la mejor canción original en la edición de 1988.
Al mismo tiempo, la canción convirtió a Grace Slick en la cantante de mayor edad en obtener un primer puesto en el ranking estadounidense hasta que ese récord fue batido por la cantante Cher con su tema Believe (en español, Crée) en el año 1999. El tema fue también nominado al Oscar en la categoría de Mejor canción original.

## Lista de canciones
sencillo de 7"
1. «Nothing's Gonna Stop Us Now» — 4:30
2. «Layin' It on the Line» (live at Stopher Gym, Louisiana State University) — 4:18

## Certificaciones
| País           | Certificación | Fecha                   | Ventas  |
| -------------- | ------------- | ----------------------- | ------- |
| Canadá         | Oro           | 22 de abril de 1987     | 50 000  |
| Suecia         | Oro           | 7 de septiembre de 1987 | 10 000  |
| Reino Unido    | Oro           | 1 de junio de 1987      | 500 000 |
| Estados Unidos | Oro           | 24 de febrero de 1989   | 500 000 |

## Posición en listas
| Lista (1987)                            | Mejor posición |
| --------------------------------------- | -------------- |
| Alemania (Media Control AG)             | 3              |
| Austria (Ö3 Austria Top 40)             | 3              |
| Bélgica (Ultratop 50 flamenca)          | 5              |
| Canadá (RPM Singles Chart)              | 1              |
| Estados Unidos (Billboard Hot 100)      | 1              |
| Estados Unidos (Adult Contemporary)     | 1              |
| Estados Unidos (Mainstream Rock Tracks) | 16             |
| Francia (SNEP)                          | 16             |
| Irlanda (IRMA)                          | 1              |
| Noruega (VG-lista)                      | 2              |
| Nueva Zelanda (Recorded Music NZ)       | 21             |
| Países Bajos (Dutch Top 40)             | 5              |
| Reino Unido (UK Singles Chart)          | 1              |
| Suecia (Hitlistan)                      | 2              |
| Suiza (Swiss Singles Chart)             | 4              |

### Sucesión en listas
| Predecesor: «Lean on Me» de Club Nouveau                 | U.S. Billboard Hot 100 — Sencillo n.º 1 4 de abril de 1987 - 17 de abril de 1987                    | Sucesor: «I Knew You Were Waiting (for Me)» de George Michael & Aretha Franklin |
| Predecesor: «Mandolin Rain» de Bruce Hornsby & the Range | U.S. Billboard Adult Contemporary Tracks — Sencillo n.º 1 11 de abril de 1987 - 24 de abril de 1987 | Sucesor: «The Finer Things» de Steve Winwood                                    |

| Predecesor: «Livin' on a Prayer» de Bon Jovi | RPM Top Singles — Sencillo n.º 1 28 de marzo de 1987 - 10 de abril de 1987 | Sucesor: «Lean on Me» de Club Nouveau |

| Predecesor: «La Isla Bonita» de Madonna | UK Singles Chart — Sencillo n.º 1 10 de mayo de 1987 - 6 de junio de 1987 | Sucesor: «I Wanna Dance With Somebody (Who Loves Me)» de Whitney Houston |